# 佐賀王冠賞
佐賀王冠賞（さがおうかんしょう）は、佐賀県競馬組合が佐賀競馬場ダート2000mで施行する地方競馬の重賞競走である。正式名称は「RKBラジオ杯 佐賀王冠賞」。RKBラジオが優勝杯を提供している。

## 概要
2018年度の番組改編において、新設された重賞競走。3歳以上の佐賀競馬所属馬による夏の中距離チャンピオンを決める競走である。

### 条件・賞金（2025年）
条件
サラブレッド系3歳以上オープン、佐賀所属
負担重量
定量（3歳54kg、4歳以上56kg、牝馬2kg減）
賞金額
1着400万円、2着140万円、3着80万円、4着60万円、5着40万円、着外8万円。
副賞
RKBラジオ局長賞、宮崎県馬事畜産振興協議会会長賞、佐賀県知事賞、佐賀県馬主会会長賞、佐賀県競馬組合管理者賞。

## 歴代優勝馬
| 回次  | 施行日        | 優勝馬             | 性齢 | 所属 | タイム | 優勝騎手 | 管理調教師 | 馬主     |
| ----- | ------------- | ------------------ | ---- | ---- | ------ | -------- | ---------- | -------- |
| 第1回 | 2018年7月8日  | スーパーマックス   | 牡4  | 佐賀 | 2:07.5 | 山口勲   | 九日俊光   | 内田勝士 |
| 第2回 | 2019年7月7日  | スーパージンガ     | 牝3  | 佐賀 | 2:08.9 | 兒島真二 | 渡辺博文   | 原大栄   |
| 第3回 | 2020年7月5日  | ウノピアットブリオ | 騸6  | 佐賀 | 2:09.2 | 山口勲   | 手島勝利   | 南里義彦 |
| 第4回 | 2021年7月4日  | ドゥラリュール     | 騸8  | 佐賀 | 2:11.8 | 鮫島克也 | 真島元徳   | 平井裕   |
| 第5回 | 2022年6月19日 | テイエムチェロキー | 牡8  | 佐賀 | 2:11.3 | 田中純   | 平山宏秀   | 竹園正繼 |
| 第6回 | 2023年7月9日  | タガノファジョーロ | 牡7  | 佐賀 | 2:12.9 | 田中純   | 九日俊光   | 崎谷彦司 |
| 第7回 | 2024年7月14日 | アエノブライアン   | 牡6  | 佐賀 | 2:08.7 | 山口勲   | 池田忠好   | 角井紀夫 |
| 第8回 | 2025年6月15日 | ビキニボーイ       | 牡5  | 佐賀 | 2:10.5 | 山口勲   | 東眞市     | 小林祥晃 |

### 競走結果の出典
- 佐賀王冠賞 歴代優勝馬- 地方競馬全国協会
- JBISサーチ
  - 2018年、2019年、2020年、2021年、2022年、2023年、2024年、2025年